# ایستگاه راه‌آهن مارنه-لا-ولی – شسی
ایستگاه راه‌آهن مارنه-لا-ولی – شسی (انگلیسی: Gare de Marne-la-Vallée – Chessy) یک ایستگاه راه‌آهن در شسی، فرانسه است.
این ایستگاه که در سال ۱۹۹۲ تأسیس شده‌است جزئی از خط یورواستار و ت ژ و است.

## نگارخانه

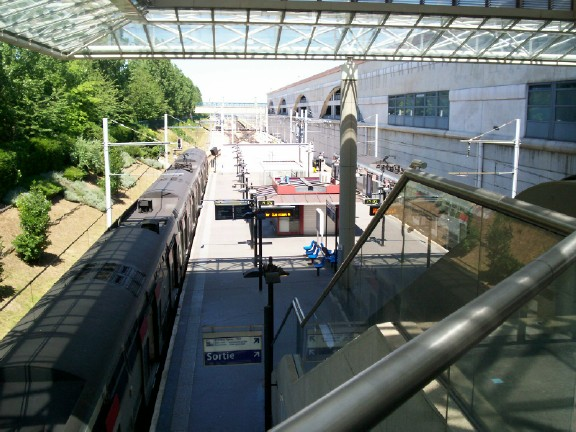
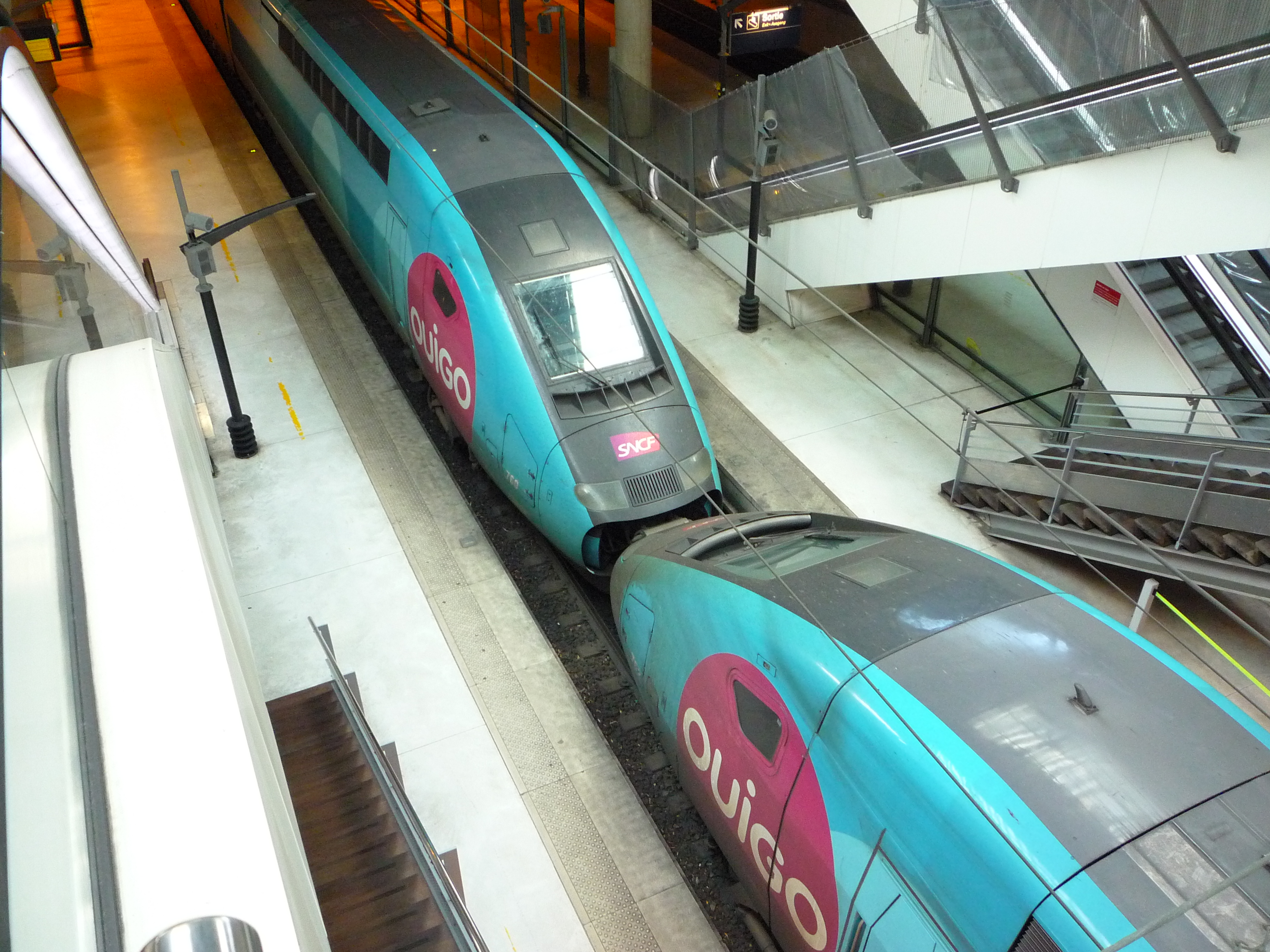
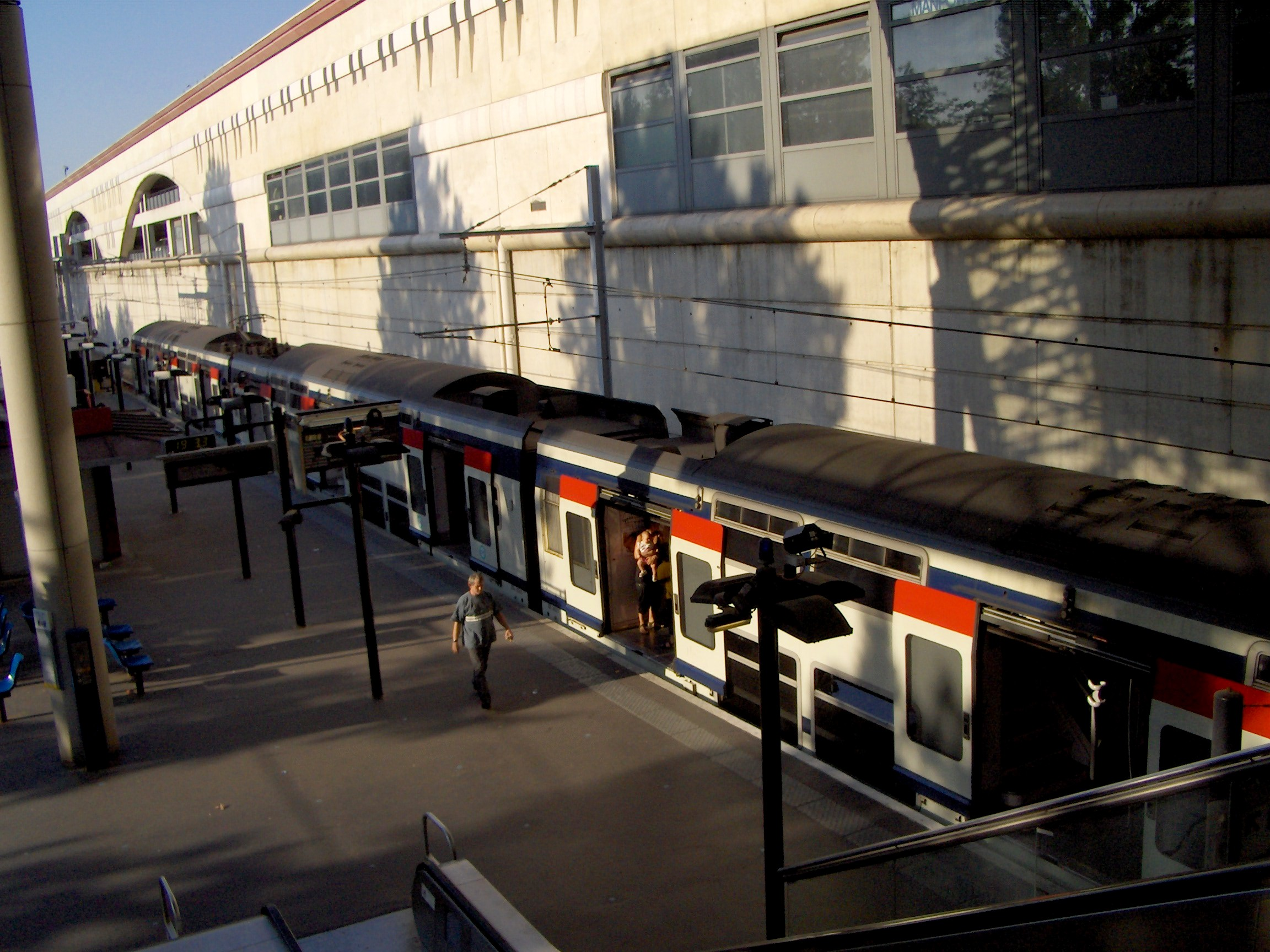
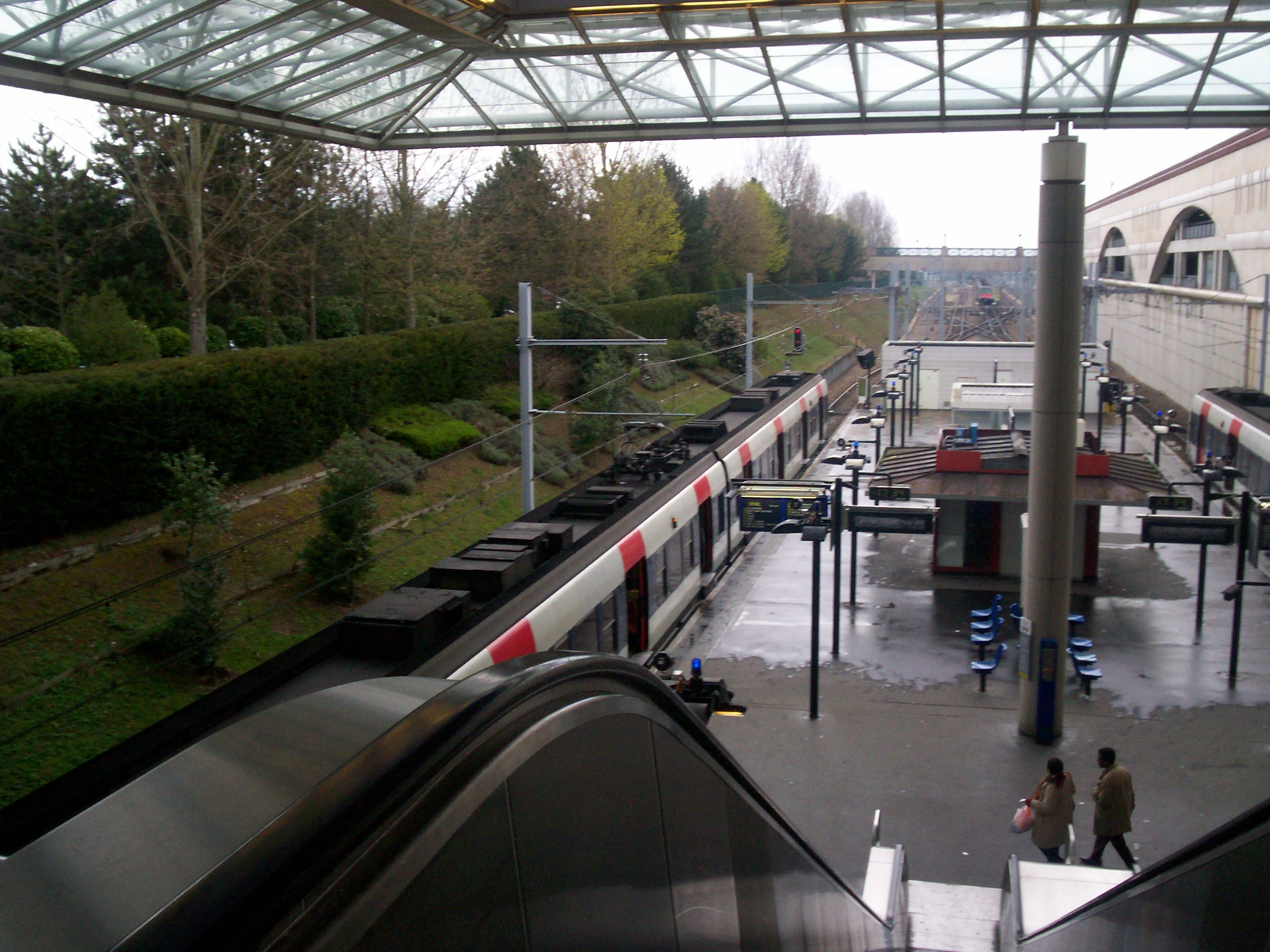